# Застава Сенегала
Застава Сенегала је усвојена 20. августа 1960. На застави се налазее панафричке боје распоређене у три једнаке вертикалне пруге. На средини се налази звезда петокрака.
Застава потиче од заставе бивше Федерације Мали која је имала исту позадину са црном фигуром у средини.